# Striking Vipers
Striking Vipers es el primer episodio de la quinta temporada de la serie de antología Black Mirror. Escrito por el creador de la serie, Charlie Brooker, la dirección estuvo a cargo de Owen Harris. El episodio se estrenó en Netflix, junto con el resto de la quinta temporada, el 5 de junio de 2019.
El episodio sigue a dos viejos amigos, Danny Parker (Anthony Mackie) y Karl Houghton (Yahya Abdul-Mateen II), que se reconectan a través de un juego de realidad virtual de lucha. Comienzan a tener sexo virtual en el juego, lo cual afecta el matrimonio de Danny con Theo (Nicole Beharie). El episodio cuenta con un elenco principal formado por actores afrodescendientes y la filmación ocurrió en Brasil. La trama surgió a partir de la idea de un romance en el lugar de trabajo en realidad virtual, donde ninguno de los compañeros sabía la identidad del otro.
Los críticos identificaron la fluidez de la sexualidad y el género, la infidelidad, el amor y la amistad como temas principales; el episodio plantea preguntas sobre si Danny y Karl son homosexuales y si su relación es una infidelidad. Los críticos estuvieron divididos en cuanto a si abordó estos temas de manera interesante, y algunos lo consideraron inferior al episodio «San Junipero» de la tercera temporada, que también muestra una relación queer en realidad virtual. La actuación y la dirección fueron en su mayoría elogiadas, aunque algunos críticos encontraron que la caracterización dejaba algo que desear.

## Sinopsis
Danny Parker (Anthony Mackie) de veintisiete años y su novia Theo (Nicole Beharie) van a un bar y fingen ser extraños. Después de tener relaciones sexuales, juega el juego de lucha Striking Vipers con su amigo Karl Houghton (Yahya Abdul-Mateen II) como sus personajes preferidos Lance (Ludi Lin) y Roxette (Pom Klementieff).
Once años después, Danny organiza una barbacoa en su casa con Theo, con quien está casado y tiene un hijo de cinco años. Él ha perdido el contacto con Karl, quien llega a la fiesta y le da un regalo de cumpleaños: Striking Vipers X, la entrega más reciente de la saga, junto con el kit de realidad virtual necesario para jugarlo.
Esa noche, la pareja juega el juego en sus respectivos hogares, retrocediendo inmóviles una vez que ingresan a la arena virtual. Después de una pelea en la que experimentan completamente el dolor de sus respectivos personajes por los golpes, los personajes de Karl y Danny caen uno sobre el otro y se besan. Visiblemente angustiados, Karl y Danny salen del juego.
Durante las próximas semanas, Danny y Karl comienzan regularmente a conectarse en línea e ingresar al juego para tener relaciones sexuales entre ellos, y Danny se distancia de su relación con Theo. Ella lo llama en su aniversario de bodas y lo acusa de tener una aventura, mientras señala que ella se ha mantenido fiel y que regularmente rechaza las insinuaciones de otros chicos; a pesar de que le gusta la atención. Danny promete que no habrá infidelidad. Más tarde, bloquea el juego Striking Vipers X en un gabinete y le dice a Karl por teléfono que deben detenerse.
En el próximo cumpleaños de Danny, Theo invita a Karl a cenar como sorpresa. Karl le revela a Danny que no ha podido recrear los sentimientos con otros jugadores como lo había hecho con Danny. Esa noche, la pareja entra al juego y vuelve a tener relaciones sexuales. Danny luego pide reunirse en la vida real. Ante su insistencia, se besan en sus cuerpos normales para ver si hay alguna conexión real entre ellos, pero ambos dicen que no sienten nada. Danny insiste en que, dado que no sentían nada al besarse, deberían detenerse; Karl insiste en que deberían continuar. Danny se agita y se produce una pelea entre ellos justo cuando un auto de policía pasa y los arresta. Frustrada por tener que recoger a Danny, Theo insiste en que Danny le diga qué causó la pelea.
En la escena final, se revela que Danny y su esposa tienen un acuerdo en el que, por una noche al año, puede jugar a Striking Vipers X con Karl, mientras que Theo puede ir a un bar y encontrarse con un extraño.

## Reparto
- Anthony Mackie como Daniel «Danny» Parker
- Yahya Abdul-Mateen II como Karl Houghton
- Nicole Beharie com Theo Parker
- Pom Klementieff como Roxette
- Ludi Lin como Lance
- August Muschett como Tyler
- Fola Evans-Akingbola como Mariella
- Monique Brown como Daisy
- Caroline Martin como Jemma
- Jordan Carlos como Simon
- Guilherme Vallim como Maxwell
- Austin Michael Young como Chester
- Joe Parker como Jason

## Producción
En marzo de 2018, Netflix encargó una quinta temporada de Black Mirror, tres meses después del lanzamiento de la cuarta temporada. Inicialmente, como parte de la producción de la quinta temporada, se desarrolló la obra interactiva Black Mirror: Bandersnatch, que aumentó en alcance hasta el punto en que se separó de la serie y se lanzó como una película independiente; se estrenó el 28 de diciembre de 2018. Aunque las temporadas anteriores del programa producidas por Netflix constaban de seis episodios, la quinta temporada se compone de tres episodios, ya que el creador de la serie, Charlie Brooker, consideraba que esto era preferible a hacer esperar más tiempo a los espectadores para la siguiente temporada. Los tres episodios, «Striking Vipers», «Smithereens» y «Rachel, Jack and Ashley Too», se lanzaron en Netflix simultáneamente el 5 de junio de 2019. Dado que Black Mirror es una serie de antología, cada episodio se puede ver en cualquier orden. «Striking Vipers» se filmó antes de Bandersnatch.

### Concepción y escritura
Brooker escribió el episodio, junto con la productora ejecutiva Annabel Jones. El concepto inicial era que un grupo de compañeros de oficina pasara tiempo en una simulación de realidad virtual como parte de un ejercicio de construcción de equipo, donde se prepararían para interpretar el musical Grease. Como parte del ejercicio, la identidad de cada empleado dentro de la simulación sería desconocida. La idea era que dos de los empleados tuvieran un romance dentro de la simulación. Esta historia cambió con el tiempo y se vio influenciada por otra fuente de inspiración: Brooker reflexionaba sobre sus días de jugar al juego de lucha Tekken con sus compañeros de piso en la década de 1990 y pensó que había algo interesante en la naturaleza «homoerótica» y «extrañamente primitiva» de la situación. Pensó que los vecinos podrían confundir sus sesiones de juego con un calabozo sexual debido a los ruidos que hacían. Durante la escritura de «Striking Vipers», se utilizaron varios juegos de lucha como referencia, incluido Dead or Alive, una serie donde los personajes tienen apariencias sexualmente provocativas.
La pornografía fue un tema discutido por los escritores. Jones mencionó que el episodio se relaciona con la pregunta de «cuándo la pornografía deja de ser una distracción saludable y se convierte en una infidelidad». El nombre «Striking Vipers», que alude a serpientes y posiblemente a imágenes sexuales, lo eligió Brooker para sonar como un título de juego creíble. Durante el proceso de escritura, lo apodó «Man Junipero», en referencia al episodio «San Junipero» de la tercera temporada. Brooker estaba en conflicto sobre si la relación entre Danny y Karl se describe correctamente como una relación homosexual, y mencionó que también se trata de la amistad masculina y las barreras de comunicación entre hombres. Jones señaló que el personaje de Danny recupera una apariencia más joven al entrar en el juego, y mencionó que había un tema más amplio sobre el envejecimiento y «encontrar tu identidad cuando no tienes esos pilares con los que creciste».
En cuanto al beso que Danny y Karl comparten en la vida real, Brooker pensó que los personajes estaban diciendo la verdad acerca de experimentar una falta de emoción, pero que era diferente dentro del juego de realidad virtual. Jones dijo que Danny se siente aliviado por la información que obtiene del beso, ya que podría mantener la estabilidad en su matrimonio, pero Karl se preocupa por las implicaciones que tiene para su relación en realidad virtual. El acuerdo final entre Theo, Danny y Karl ocurre una vez al año. Brooker y Jones vieron este final como algo pragmático y romántico. Jones dijo que Theo necesita «sentirse emocionada y amada», Danny necesita «evasión y satisfacción de deseos», y que Karl está «bastante aislado», aunque el acuerdo es «suficiente para mantenerlo». Brooker comentó de manera similar que la situación de Karl es «la más desoladora», mientras que el matrimonio de Danny y Theo «en realidad se ha fortalecido» por el acuerdo, específicamente por su nueva comunicación acerca de «sus fantasías y necesidades». Vio el final como ambiguo, más que completamente feliz.

### Castingy rodaje
«Striking Vipers» fue el tercer episodio de Black Mirror dirigido por Owen Harris, después de «Be Right Back» de la segunda temporada y «San Junipero» de la tercera temporada. El episodio cuenta con un elenco principal totalmente compuesto por actores de color, con Anthony Mackie como Danny, Yahya Abdul-Mateen II como Karl y Nicole Beharie como Theo. Beharie era una gran fanática del programa antes de aparecer en él. Dentro de Striking Vipers X, Danny juega como Lance, interpretado por Ludi Lin, y Karl juega como Roxie, interpretada por Pom Klementieff. Por coincidencia, cuatro de los actores interpretaron roles principales en películas de cómics: Mackie fue Falcon, Klementieff fue Mantis, Abdul-Mateen fue Black Manta y Lin fue el Ranger Negro en Power Rangers. Aunque el guion originalmente indicaba un entorno suburbano en Inglaterra, la historia está ambientada en Estados Unidos. Se filmó en São Paulo, Brasil, del 18 de marzo al 18 de abril de 2018. La compañía de producción registró 19 ubicaciones para el rodaje y contó con un equipo de producción de 150 personas. Por ejemplo, la escena final del episodio muestra una escena de Striking Vipers X en la cima de un rascacielos, filmada cerca del Edifício Copan, con un antiguo hotel Hilton que se ve abandonado mediante imágenes generadas por computadora.